# بنجامين رادفورد
بنجامين رادفورد (بالإنجليزية: Benjamin Radford)‏ هو مدون صوتي ومؤلف وصحفي أمريكي، ولد في 2 أكتوبر 1970 في نيويورك في الولايات المتحدة.

## وصلات خارجية
- الموقع الرسمي
- بنجامين رادفورد على موقع IMDb (الإنجليزية)
- بنجامين رادفورد على موقع كينوبويسك (الروسية)
- بنجامين رادفورد على موقع كينوبويسك (الروسية)